# Jeetender Kumar Rai
Jeetender Kumar Rai es un deportista malasio que compitió en taekwondo. Ganó una medalla de bronce en los Juegos Asiáticos de 1994, y una medalla de bronce en el Campeonato Asiático de Taekwondo de 1994.

## Palmarés internacional
| Juegos Asiáticos    | Juegos Asiáticos   | Juegos Asiáticos  | Juegos Asiáticos |
| Año                 | Lugar              | Medalla           | Categoría        |
| ------------------- | ------------------ | ----------------- | ---------------- |
| 1994                | Hiroshima (Japón)  | Medalla de bronce | –76 kg           |
| Campeonato Asiático |                    |                   |                  |
| Año                 | Lugar              | Medalla           | Categoría        |
| 1994                | Manila (Filipinas) | Medalla de bronce | –76 kg           |